# Atomic Swing
Atomic Swing er en svensk rockgruppe som i 1990-erne havde flere hits, frem for alt "Stone Me Into the Groove" og "Smile". Bandet blev dannet i 1992, hvor de havde et stort gennembrud, ikke blot i Sverige, men også i flere andre europæiske lande samt i Japan og Australien, hvor de turnerede flitigt. Atomic Swing blev opløst i maj 1997, men gjorde comeback i maj 2006 med albummet The Broken Habanas.

## Medlemmer
- Niclas Frisk – sang, guitar
- Micke Lohse – keyboards
- Henrik Berglund – trommer
- Petter Orwin – bas
- Anders Graham Pålsson – bas 1996-1997

## Musikvideoer
- Stone me into the groove, regi Mårten Levin
- Smile, regi Mårten Levin och Mikael Håfström
- Panicburg city, regi Mårten Levin

## Diskografi
- 1993 A Car Crash in the Blue
- 1994 Bossanova Swap Meet
- 1997 Fluff
- 1998 In Their Finest Hour (opsamlingsalbum)
- 2006 The Broken Habanas